# Tropidacris collaris
Espèce
Synonymes
- Acrydium cristatum Olivier, 1791 nec Linnaeus, 1758
- Gryllus collaris Stoll, 1813
- Gryllus carinatus Thunberg, 1815
- Gryllus rugosus Thunberg, 1824

Tropidacris collaris est une espèce d'insectes orthoptères de la famille des Romaleidae.

## Distribution
Cette espèce se rencontre en Amérique du Sud.

## Systématique et taxinomie
Cette espèce a été décrite sous le protonyme Gryllus (Locusta) collaris par l'entomologiste Caspar Stoll en 1813.

## Galerie

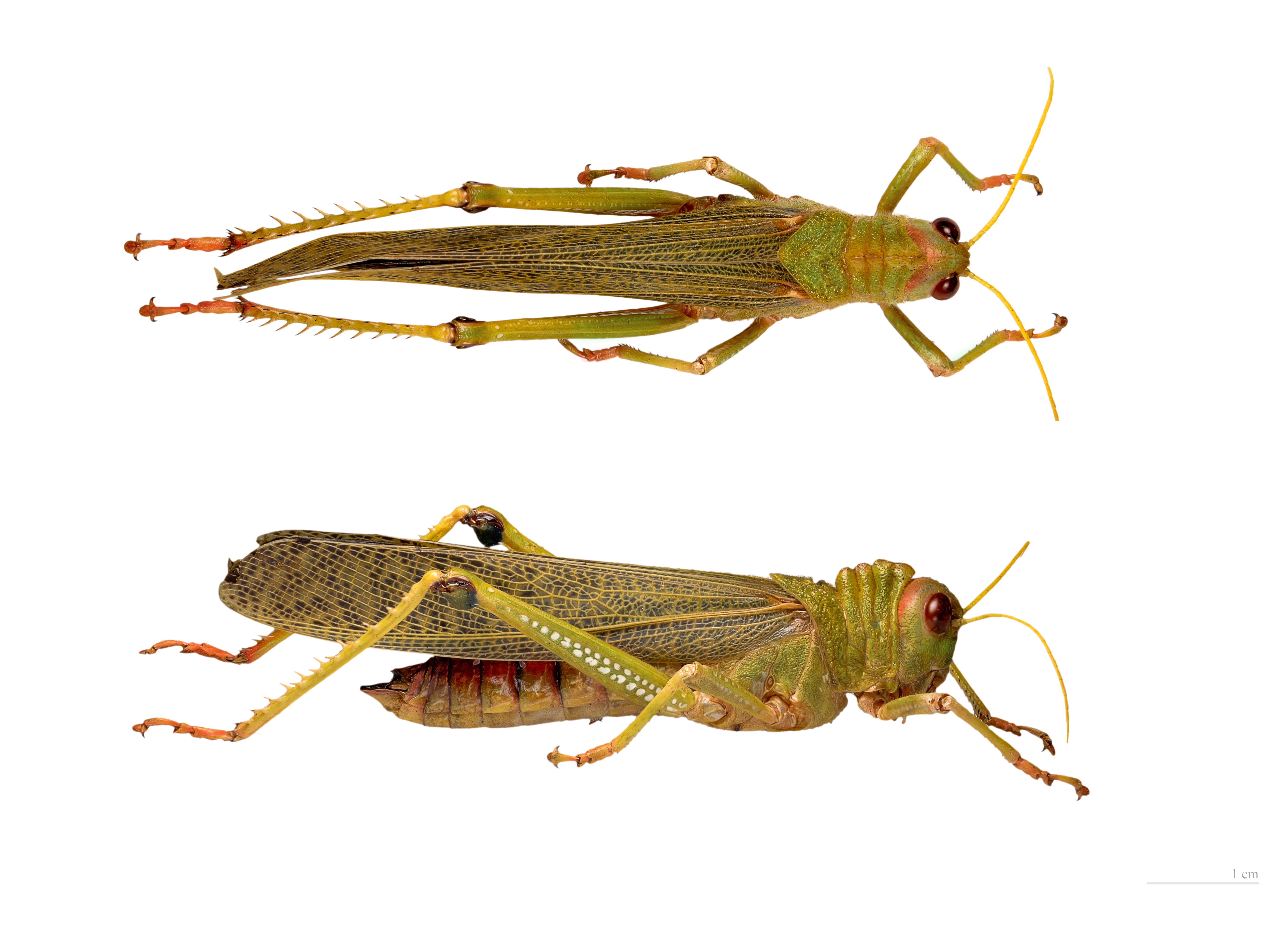
Flanc et vue dorsale Muséum de Toulouse
Position de vol Muséum de Toulouse
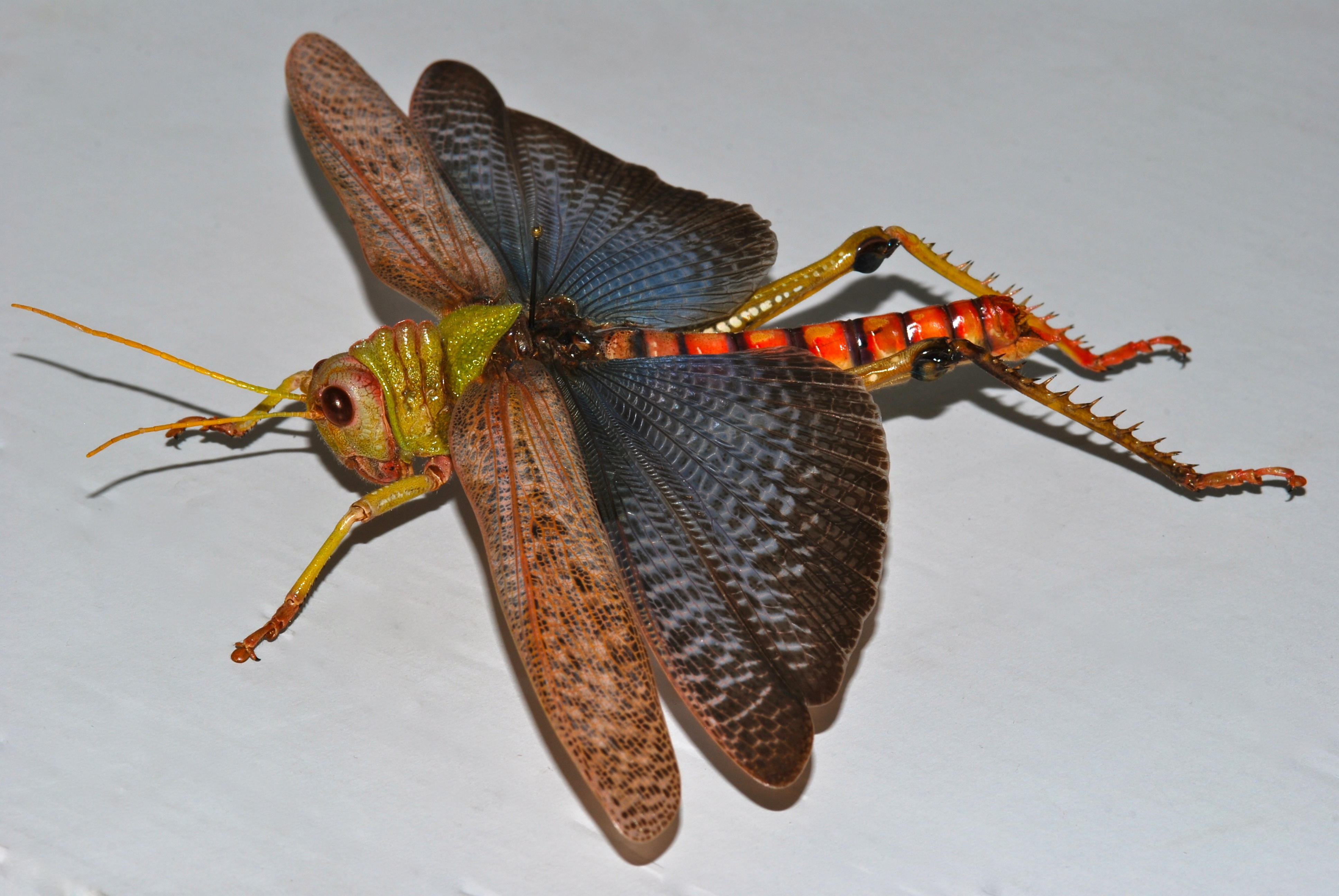
Femelle
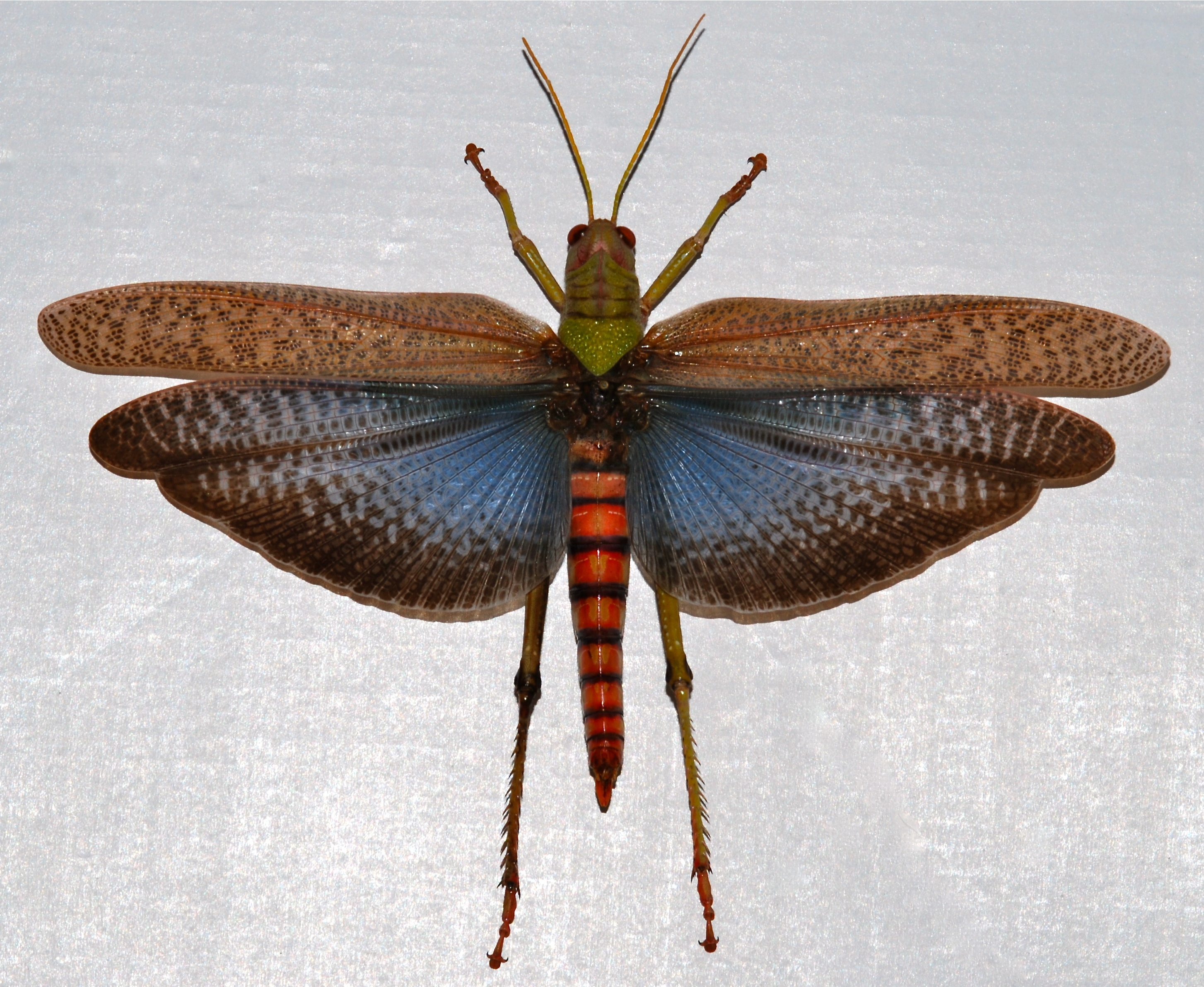
Femelle
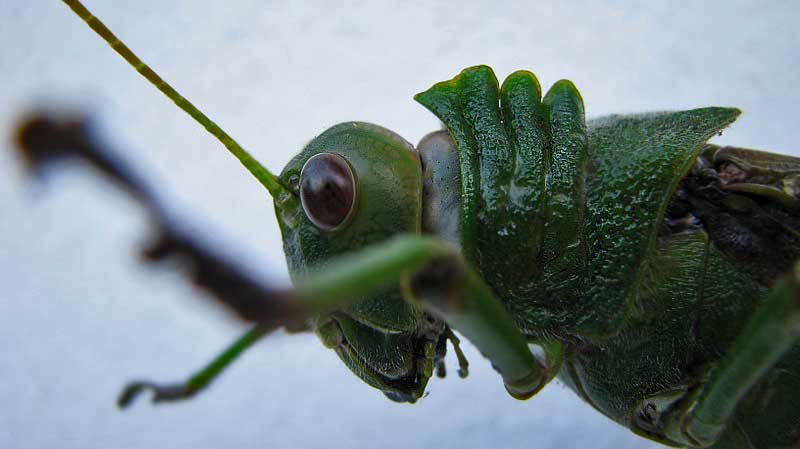
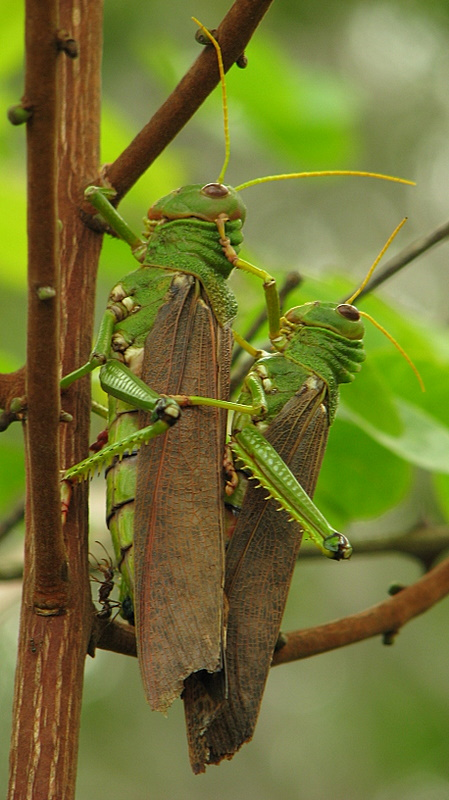

## Publication originale
- Stoll, 1813 : Représentation exactement colorée d'après nature des spectres ou phasmes, des mantes, des sauterelles, des grillons, des criquets et des blattes.